# Лупашку, Камелия
Камелия Габрьела Лупашку (рум. Camelia Gabriela Lupaşcu; 29 июля 1986, Дорохой) — румынская гребчиха, четырёхкратный вице-чемпион мира, многократная чемпионка Европы.

## Биография
На летних Олимпийских играх 2012 года в Лондоне заняла четвёртое место в гонке женских восьмёрок.